# Wakō

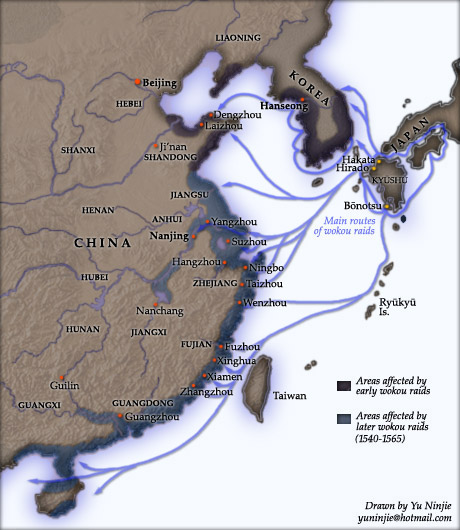
Rutes dels wakō.

El terme wakō en japonès, wōkòu (倭寇) en xinès o waegu (왜구) en coreà era utilitzat per a referir-se a pirates que atacaven les costes de la Xina i Corea des del segle xiii. Originalment els wakō eren rōnin (samurais sense senyor), comerciants o contrabandistes japonesos però dos segles més tard la pràctica es va estendre també entre gent provinent de la Xina.
L'activitat dels wakō va començar al segle xiii i la seva base es trobava al nord-oest de la província de Hizen, a Kyushu, però a causa de les invasions mongoles al Japó la seva activitat va cessar per algun temps. Durant el segle xiv, amb les guerres Nanbokuchō i els conflictes interns del país es va intensificar la seva activitat i fins i tot es van registrar 174 operacions d'aquests grups entre 1376 i 1385. Durant mitjans del segle xvi, els pirates japonesos col·ludiren amb els xinesos, de manera que molts d'ells van seguir el seu exemple.
El significat del terme wakō era «bandits del país de Wa», referint-se al Japó. La referència més primerenca del terme es troba en l'estela Gwanggaeto, erigida el 414. El terme va ser utilitzat àmpliament per referir-se de forma pejorativa als japonesos a la Xina i Corea, i fins i tot se sol utilitzar el terme actualment.